# NGC 2515
NGC 2515 je dvojna zvijezda u zviježđu Raku. 

## Vanjske poveznice
- SEDS: NGC 2515